# 沙海之门
《沙海之门》是计划于2024年上映的中国大陆古装动作片，改编自《南极之恋》导演吴有音的长篇小说《沙海无门》，吴有音担任编剧并执导，邓超、荣梓杉、杨子姗领衔主演，黄小蕾、高伟光主演。

## 剧情概要
故事设定在北宋景祐元年的西域，一场百年不遇的沙尘暴过后，逃兵张三在荒凉的大漠遇到落难的贵族李四，张三一心只想带着攒下的军饷回乡与妻儿团聚，而李四却心怀雄心壮志，自然环境的残酷以及面临生存问题，两人不得不携手合作一起逃出生天。

## 演员阵容
- 邓超 饰演 张三
- 荣梓杉 饰演 李四
- 杨子姗 饰演 白纻
- 黄小蕾 饰演 独狼
- 高伟光 饰演 老虎

## 制作
该片于2023年4月获国家电影局批准立项，同年6月底在新疆克拉玛依市乌尔禾区开始拍摄，几乎全部场景采用实景拍摄，同年9月10日宣布杀青。